# Alpen Cup w kombinacji norweskiej 2024/2025
Alpen Cup w kombinacji norweskiej 2024/2025 to kolejna edycja tego cyklu zawodów. Rywalizacja rozpoczęła się 7 września 2024 w austriackim Villach, zaś ostatnie zawody z tego cyklu zostały rozegrane 9 marca 2025 w niemieckim Oberhofie.
Tytułu z poprzedniej edycji bronił Czech Jiří Konvalinka.
W tym sezonie natomiast najlepszy okazał się Austriak Andreas Gfrerer.

## Kalendarz i wyniki
| Lp. | Data             | Miejscowość | Dystans                       | 1. miejsce      | 2. miejsce       | 3. miejsce       |
| --- | ---------------- | ----------- | ----------------------------- | --------------- | ---------------- | ---------------- |
| 1.  | 7 września 2024  | Villach     | Gundersen HS98/10 km          | Andreas Gfrerer | David Liegl      | Felix Brieden    |
| 2.  | 8 września 2024  | Villach     | Gundersen HS98/5 km           | Andreas Gfrerer | Felix Brieden    | David Liegl      |
| 3.  | 28 września 2024 | Liberec     | Gundersen HS100/10 km         | Lubin Martin    | Andreas Gfrerer  | Felix Brieden    |
| 4.  | 29 września 2024 | Liberec     | Gundersen HS100/5 km          | Andreas Gfrerer | Lubin Martin     | Felix Brieden    |
| 5.  | 21 grudnia 2024  | Seefeld     | Kompakt sprint HS109/4x1,2 km | Andreas Gfrerer | David Liegl      | Jonathan Gräbert |
| 6.  | 22 grudnia 2024  | Seefeld     | Gundersen HS109/10 km         | Andreas Gfrerer | Jonathan Gräbert | Manuel Senoner   |
| 7.  | 11 stycznia 2025 | Chaux-Neuve | Gundersen HS118/10 km         | Manuel Senoner  | Finn Kempf       | Johann Unger     |
| 8.  | 12 stycznia 2025 | Chaux-Neuve | Gundersen HS118/5 km          | Lubin Martin    | David Thür       | Johannes Steiner |
| 9.  | 25 stycznia 2025 | Szczyrk     | Gundersen HS104/10 km         | Manuel Senoner  | Andrzej Waliczek | Urban Zajec      |
| 10. | 26 stycznia 2025 | Szczyrk     | Start masowy HS104/6 km       | Manuel Senoner  | Andrzej Waliczek | Kenji Grossegger |
| 11. | 8 marca 2025     | Oberhof     | Start masowy HS100/10 km      | Paul Walcher    | Lubin Martin     | Andreas Gfrerer  |
| 12. | 9 marca 2025     | Oberhof     | Gundersen HS100/5 km          | Paul Walcher    | Andreas Gfrerer  | Jonathan Gräbert |

## Klasyfikacja generalna
| M.  | Zawodnik         | Punkty |
| --- | ---------------- | ------ |
| 1.  | Andreas Gfrerer  | 620    |
| 2.  | Lubin Martin     | 532    |
| 3.  | Manuel Senoner   | 531    |
| 4.  | Lukas Mühlbacher | 317    |
| 5.  | Felix Brieden    | 296    |
| 6.  | Finn Kempf       | 277    |
| 7.  | Jonathan Gräbert | 267    |
| 8.  | David Liegl      | 252    |
| 9.  | David Thür       | 224    |
| 10. | Jonas Rudloff    | 223    |
| 11. | Andrzej Waliczek | 214    |
| ... |                  |        |
| 30. | Kacper Jarząbek  | 87     |
| 44. | Mikołaj Wantulok | 44     |
| 45. | Jakub Cieślar    | 40     |
| 58. | Szymon Dubiel    | 9      |